# Моя родословная (телепрограмма)
Моя родословная — цикл еженедельных телепрограмм на Первом канале, повествующих об отдельных судьбах, составляющих основу генеалогических древ известных отечественных современников, ставших героями выпусков. Программа популяризирует ценность знаний об истории своей семьи и наглядно иллюстрирует отдельные этапы генеалогических поисков.
Является аналогом британского проекта Родословная семьи (Who Do You Think You Are?), с успехом импортированного во многие страны.

## О телепрограмме
Телепрограмма знакомит зрителей с историей и судьбами представителей фамилий, переплётшихся в генеалогических древах героев выпусков — известнейших отечественных современников. Участники программы непосредственно участвуют в генеалогических поисках, происходящее за кадром, начитывая авторский текст, комментирует ведущая Яна Чурикова. В ходе программы специалисты в области генеалогии делятся практическими советами о том, как поступать в тех или иных сложных ситуациях.
Телепрограмма является частью более общего мультимедийного проекта Первого канала — «Моя родословная», который предполагался как портал, пополняемый самими пользователями, аналогичный поисковому проекту Первого канала «Жди меня».
Передача снималась в Ростове-на-Дону, Казани, Астрахани, Одессе, Рязани, Смоленске, Аткарске и в других городах.

## Выпуски телепрограммы
| Выпуск | Эфир                  | Герои программы |
| ------ | --------------------- | --- |
| 40     | 12 февраля 2011 года  | Валерия (певица) |
| 39     | 5 февраля 2011 года   | Леонид Парфенов |
| 38     | 29 января 2011 года   | Актриса Лариса Лужина |
| 37     | 22 января 2011 года   | Спортсменка Мария Киселева |
| 36     | 15 января 2011 года   | Певица Алена Свиридова |
| 35     | 20 ноября 2010 года   | Спортсмен Николай Валуев |
| 34     | 19 сентября 2010 года | Композитор Виктор Рыбин |
| 33     | 12 сентября 2010 года | Музыкант Игорь Бутман |
| 32     | 5 сентября 2010 года  | Актер Олег Басилашвили |
| 31     | 7 августа 2010 года   | Писательница Дарья Донцова |
| 30     | 17 июля 2010 года     | Евгений Гришковец |
| 29     | 10 июля 2010 года     | Юлия Ковальчук |
| 28     | 5 июня 2010 года      | Телеведущий Кирилл Набутов |
| 27     | 29 мая 2010 года      | Актрисы Ольга Арнтгольц и Татьяна Арнтгольц                                                                                             |
| 26     | 22 мая 2010 года      | Модельер Вячеслав Зайцев |
| 25     | 15 мая 2010 года      | Актер Алексей Булдаков |
| 24     | 2 мая 2010 года       | Артист Эммануил Виторган |
| 23     | 24 апреля 2010 года   | Фигурист и тренер Александр Жулин |
| 22     | 17 апреля 2010 года   | Телеведущий Пётр Толстой |
| 21     | 9 апреля 2010         | Телеведущая Елена Проклова |
| 20     | 03.04.2010            | Киноактёр, народный артист России Сергей Шакуров                                                                                        |
| 19     | 27.03.2010            | Фигуристка, трёхкратная олимпийская чемпионка Ирина Роднина                                                                             |
| 18     | 20.03.2010            | Телеведущий и актер Сергей Светлаков |
| 17     | 13.03.2010            | Поэт, музыкант, телеведущий Андрей Макаревич                                                                                            |
| 16     | 07.03.2010            | Актриса, народная артистка России Людмила Максакова                                                                                     |
| 15     | 20.02.2010            | Телеведущий, режиссёр и актёр Александр Гордон                                                                                          |
| 14     | 13.02.2010            | Актриса и телеведущая, заслуженная артистка России Мария Шукшина                                                                        |
| 13     | 06.02.2010            | Родные брат и сестра: телеведущий, писатель и педагог Юрий Вяземский и народная артистка России, актриса театра и кино Евгения Симонова |
| 12     | 23.01.2010            | Актриса театра и кино Ольга Остроумова                                                                                                  |
| 11     | 16.01.2010            | Актёр Егор Бероев |
| 10     | 09.01.2010            | Народный артист России, телеведущий Юрий Николаев                                                                                       |
| 9      | 26.12.2009            | Путешествие по родословной любимого праздника — Нового Года                                                                             |
| 8      | 19.12.2009            | Народная артистка России, актриса Ольга Аросева                                                                                         |
| 7      | 12.12.2009            | Актёр Дмитрий Харатьян |
| 6      | 21.11.2009            | Актриса Нонна Гришаева |
| 5      | 14.11.2009            | Певец, народный артист России Николай Расторгуев                                                                                        |
| 4      | 07.11.2009            | Актёр Александр Лазарев-младший, сын Александра Лазарева-старшего и Светланы Немоляевой                                                 |
| 3      | 31.10.2009            | Актёр и режиссёр Владимир Меньшов |
| 2      | 25.10.2009            | Дмитрий Дибров — телеведущий, ведущий телепрограммы «Кто хочет стать миллионером?» на Первом канале                                     |
| 1      | 18.10.2009            | Елизавета Боярская — актриса, дочь актёра Михаила Боярского и актрисы Ларисы Луппиан                                                    |

## Отзывы
- «Литературная газета»: «Вызывает симпатию сама идея телепрограммы: в стране, где меньше чем за сто лет дважды все разрушали „до основанья“, породив бессчетное число Иванов, не помнящих родства, такая передача — бальзам на раны. На примере Дмитрия Харатьяна (героя последнего выпуска) видно, как история России тесно переплетается с ветвями родового дерева каждого из нас. (…) И все бы замечательно, но немного мешали „торопливая“ наигранность некоторых эпизодов, явный элемент „пиара“ героев телепередачи и желание последних сделать „конфетку“ из своей родословной. Эту человеческую слабость, кстати, не первый год эксплуатируют составители разнообразных родословных грамот»[9].
- «Российская газета»: «Другая известная писательница Дарья Донцова, рассказывая о своей „Родословной“ в эфире Первого канала, обнаружила, что её папа — большой литературный чиновник Аркадий Васильев, прославившийся в своё время не столько своими книгами, сколько своей ролью в процессе против Синявского и Даниэля — он был общественным прокурором — оказался сотрудником КГБ. Но, честно говоря, насколько я помню, еще тогда, в 60-е — 70-е годы то была тайна Полишинеля. Все догадывались, зачем советской литературе нужен такой писатель, как Аркадий Васильев. Догадываться — догадывались, но всей правды не ведали. Дочь добралась до третьего дна биографии своего отца: он был разведчиком»[10].
  - Также РГ отметила подражание этому проекту вышедшей позже программе Второго канала «Большая семья» ведущего Дмитрия Харатьяна[11].
- Equipnet: «Недавно „Первый канал“ показал серию передач „Моя родословная“. Миллионы зрителей с интересом наблюдали процесс поиска предков известных в России людей. После чего многие впервые задались непростыми вопросами: „что мы знаем о наших предках? Неужели их имена и дела, а значит и жизнь, которую они прожили, навсегда уйдет небытие? Неужели наши потомки забудут нас, ныне живущих?“»[12].

## Награды
- Программа «Моя родословная. Евгения Симонова и Юрий Вяземский» (номинация «Программа об истории») номинировалась на ТЭФИ-2010[13].